# Venezillo ovampoensis
Venezillo ovampoensis är en kräftdjursart som först beskrevs av Barnard 1924B.  Venezillo ovampoensis ingår i släktet Venezillo och familjen Armadillidae. Inga underarter finns listade i Catalogue of Life.